# Ronde van Italië 2021/Eerste etappe
De eerste etappe van de Ronde van Italië 2021 werd verreden op zaterdag 8 mei in Turijn. Het betrof een individuele tijdrit over 8,6 kilometer. Regerend wereldkampioen Filippo Ganna van INEOS Grenadiers won de rit voor Edoardo Affini en Tobias Foss, beiden van Team Jumbo-Visma.
Ganna werd met de ritzege de vierde renner en Italiaan die twee opeenvolgende jaren de openingsrit in de Ronde van Italië won, in de eerste etappe van 2020 won hij ook een korte tijdrit. Vittorio Adorni deed dit in 1963 en 1964 beide keren met een rit-in-lijn. Learco Guerra deed dit van 1931-1933 -als enige- drie keer oprij. Francesco Moser deed dit tweemaal (1979-1980 en 1984-1985) in de proloog, en is daarmee de enige die vier keer zegevierde in de openingsrit. Net als Guerra won ook Costante Girardengo drie keer de openingsrit (1919, 1921, 1923, 3x rit-in-lijn). Naast genoemden wonnen er nog zes renners twee keer de openingsrit, waaronder de Belg Rik Van Steenbergen (1951, 1957, 2x rit-in-lijn) en de Nederlander Tom Dumoulin (2016, 2018, 2x tijdrit).
Na het beëindigen van zijn rit viel de Let Krists Neilands (Israel Start-Up Nation) op weg naar het hotel, en brak zijn sleutelbeen. Hij ging in de tweede etappe niet meer van start en was daarmee de eerste uitvaller dit jaar.

## Uitslagen
| Turijn – Turijn (8,6 km) (ITT) |                  |                        |       |
| Plaats                         | Naam             | Ploeg                  | Tijd  |
| 1                              | Filippo Ganna    | INEOS Grenadiers       | 8'48" |
| 2                              | Edoardo Affini   | Team Jumbo-Visma       | + 10" |
| 3                              | Tobias Foss      | Team Jumbo-Visma       | + 13" |
| 4                              | João Almeida     | Deceuninck–Quick-Step  | + 17" |
| 5                              | Rémi Cavagna     | Deceuninck–Quick-Step  | + 18" |
| 6                              | Jos van Emden    | Team Jumbo-Visma       | z.t.  |
| 7                              | Remco Evenepoel  | Deceuninck–Quick-Step  | + 19" |
| 8                              | Max Walscheid    | Team Qhubeka-ASSOS     | z.t.  |
| 9                              | Matthias Brändle | Israel Start-Up Nation | + 22" |
| 10                             | Gianni Moscon    | INEOS Grenadiers       | + 23" |

| Algemeen klassement |                  |                        |       |
| Plaats              | Naam             | Ploeg                  | Tijd  |
| Roze trui           | Filippo Ganna    | INEOS Grenadiers       | 8'48" |
| 2                   | Edoardo Affini   | Team Jumbo-Visma       | + 10" |
| 3                   | Tobias Foss      | Team Jumbo-Visma       | + 13" |
| 4                   | João Almeida     | Deceuninck–Quick-Step  | + 17" |
| 5                   | Rémi Cavagna     | Deceuninck–Quick-Step  | + 18" |
| 6                   | Jos van Emden    | Team Jumbo-Visma       | z.t.  |
| 7                   | Remco Evenepoel  | Deceuninck–Quick-Step  | + 19" |
| 8                   | Max Walscheid    | Team Qhubeka-ASSOS     | z.t.  |
| 9                   | Matthias Brändle | Israel Start-Up Nation | + 22" |
| 10                  | Gianni Moscon    | INEOS Grenadiers       | + 23" |

1e etappe ·
2e etappe ·
3e etappe ·
4e etappe ·
5e etappe ·
6e etappe ·
7e etappe ·
8e etappe ·
9e etappe ·
10e etappe ·
11e etappe ·
12e etappe ·
13e etappe ·
14e etappe ·
15e etappe ·
16e etappe ·
17e etappe ·
18e etappe ·
19e etappe ·
20e etappe ·
21e etappe
Startlijst · Eindstanden · Afbeeldingen